# Геронтофобія
Геронтофо́бія (від грец. γέρων — «герон», «старий» і грец. φόβος — «фобос», «страх») — це страх старіння, або ненависть, страх чи почуття огиди перед літніми людьми.

## Сутність терміна
Дискримінаційні аспекти ейджизму тісно пов'язані з геронтофобією. Цей необґрунтований страх перед старими людьми пов'язаний з загостреним усвідомленням, що коли-небудь всі молоді люди постаріють, а старість, як відомо, асоціюється зі смертю. Відповідно, це небажання прийняти смерть знаходить вияв у почутті ворожості і дискримінаційних діях стосовно людей похилого віку.